# 费密
费密（1625年—1701年），字此度，号燕峰，四川新繁人。明末清初学者、思想家、诗人和書法家。

## 生平
父費經虞為雲南昆明知縣。費密以孝顺闻名乡里，十四岁时父亲病重，尝父粪，使父康复。費密前往昆明探親，途中被彝族擄劫，成為苦力，幸為其父贖回，已被折磨成跛子。受到嘉定楊展重用。後楊展為張獻忠所殺，費密被俘。後被釋回故鄉新繁，祖厝已毀，遂移居陝西沔縣、江蘇揚州等地，長期寓居江南，不能回歸故鄉。與屈大均、錢謙益、孔尚任、萬斯同、朱彝尊、龔賢、林古度、孫枝蔚、吳嘉紀、王士禛等人往來。
1673年往河南衛輝蘇門山向孫夏峰問學。隔年，又往浙江拜訪呂留良。
費密思想與顏、李學派相近。重視「事功」，提倡實學，反對明末空疏學風，對宋明理學多所批判，反對道統論的觀念。其著述甚丰，如《荒書》，《聖門旧章》二十四卷，《中傳正記》一百二十卷，《弘道書》十卷及申明该書之旨的《古今篤論》四卷、《中旨定録》四卷、《中旨辨録》四卷、《中旨申感》四卷。又有尚書说、周官注论、二南偶説、中庸大學驳議、四禮补篇、史記笺、古史正、歷代貢举合議、費氏家訓及詩文集《鹿峰集》、《燕峰文鈔》等。

## 家族
祖父費嘉誥(1552年-1614年)，字良輔，曾任四川大竹縣訓導。祖母鄧氏。
父費經虞(1599年－1671年)，字若仲、號鲜民，曾任雲南昆明知縣（1644年－1647年）。母曹氏。
伯父費經國、費經世，叔父費經濟。
弟費漱泉。
妻楊氏，彭縣貢生楊雲鵬、趙氏之女。
长子費錫琮（1661年－1725年），字厚蕃，号树栖、次子費錫璜（1664年－1727年），字滋衡、滋蘅，皆为清朝學者，以诗文著称。另有二女。
孫費冕，字天修。

## 延伸阅读
[在维基数据编辑]
 《清史稿·卷501》，出自趙爾巽《清史稿》